# Magnétorésistance à effet tunnel
En physique, la magnétorésistance à effet tunnel, ou magnétorésistance tunnel (abrégée TMR) est une propriété qui apparaît dans une jonction tunnel. Une jonction tunnel est, sous sa forme la plus simple, une mince barrière isolante entre deux électrodes conductrices. Le passage du courant se fait par effet tunnel à travers cette barrière. Pour qu'un courant tunnel soit possible l'épaisseur de cette barrière ne doit pas excéder 1 à 2 nanomètres. Puisque ce phénomène est interdit en physique classique, la magnétorésistance à effet tunnel est une propriété dérivant strictement de la mécanique quantique.

Jonction tunnel (schéma)

## Phénoménologie
La résistance électrique opposée au passage du courant par effet tunnel d'un matériau à l'autre au travers de la couche isolante varie alors en fonction de l'orientation relative de l'aimantation des deux couches. C'est pour un alignement parallèle que le courant aura plus tendance à traverser l'isolant, l'effet Tunnel étant plus probable. Mais lorsque les aimantations sont anti-parallèles, c'est la résistance qui est alors maximale. L'application d'un champ magnétique permet de modifier individuellement l'orientation de l'aimantation d'une couche. Ainsi on peut passer d'un maximum de résistance à un minimum.

## Histoire
La magnétorésistance à effet tunnel a été découverte en 1975 par Michel Jullière (INSA de Rennes, France) lors d’étude de jonctions utilisant du fer comme matériau ferromagnétique et du germanium comme isolant : Fe/Ge-O/Co à la température de 4,2 K. La variation de résistance observée environnait les 14 % et n’a pas, à cette époque, éveillé l’attention. En 1991, Terunobu Miyazaki (Université de Tohoku, Japon) a relevé une valeur de 2,7 % pour l’effet à température ambiante. Puis, en 1994, Miyazaki trouva 18 % dans le cas d’un jonction en fer séparée par de l’alumine amorphe en guise d’isolant. Jagadeesh Moodera obtint lui 11,8 % dans des jonctions avec des électrodes de CoFe et Co. Les effets les plus importants observés à l’aide d’isolants en oxyde d’aluminium ont atteint dernièrement 70 % à température ambiante.
Depuis 2000, les isolants (ou barrières à effet tunnel) sous forme de cristal d'oxyde de magnésium (MgO) sont en phase de développement. En 2001, Butler et Mathon indépendamment, ont predit que théoriquement en utilisant le fer comme aimant ferromagnétique et le MgO comme isolant, la magnétorésistance pourrait atteindre plusieurs milliers de pourcents. La même année, Bowen et al. ont été les premiers à présenter leurs expériences mettant en évidence une magnétorésistance significative dans une jonction tunnel de type Fe/MgO/FeCo(001). En 2004, Parkin et Yuasa sont parvenus à réaliser des jonctions qui atteignaient plus de 200 % de TMR à température ambiante. En 2008, le groupe de S. Ikeda et de H. Ohno de l’université de Tohoku au Japon ont observé dans des jonctions CoFeB/MgO/CoFeB des effets allant jusqu’à 604 % à température ambiante et 1100 % à 4,2 K.

## Utilisations
L'amélioration des procédés de fabrication des multicouches magnétiques, passant de l'epitaxie à jet moléculaire (dépôt lent impossible à utiliser pour une production de masse) à un dépôt par technique de pulvérisation, a permis d'utiliser une telle technologie à des fins de commercialisation.
Les têtes inductives de lecture des disques durs modernes fonctionnent à partir de jonctions magnétiques à effet tunnel qui se comportent comme des vannes de spin. Celles-ci sont également à l’origine des MRAM, un nouveau type de mémoire non volatile. La première génération de technologies repose sur la création au niveau de chaque bit d’une interaction de champs magnétiques, cette approche a néanmoins une échelle limitée d'application de 90 à 130 nm. Il y a deux technologies de seconde génération en cours de développement : transfert de spin (STT) et Thermal Assisted Switching (TAS). Les jonctions magnétiques à effet tunnel sont aussi utilisées dans l'instrumentation industrielle et la conception de capteurs. Par exemple, les capteurs à magnétorésistance géante peuvent mesurer des angles dans des girouettes modernes de haute précision, utilisées dans l’industrie énergétique éolienne.

## Explication physique

Modèle de deux courants pour un alignement parallèle et antiparallèle des magnétisations

L'écart relatif de résistance est défini par :
où {\displaystyle R_{\mathrm {ap} }} représente la résistance électrique de la jonction dans l'état antiparallèle, tandis que {\displaystyle R_{\mathrm {p} }} est la résistance dans le cas parallèle.
L'effet TMR a été expliqué par Jullière avec la polarisation du spin d'électrodes ferromagnétiques. Dans un métal ferromagnétique, la présence d'un moment magnétique est accompagnée par un champ magnétique interne. Les électrons du métal, et en particulier ceux qui participent à la conduction électronique, peuvent avoir leur spin aligné parallèlement (spin-up: {\displaystyle \uparrow }) ou antiparallèlement (spin-down: {\displaystyle \downarrow }) à ce champ local. Ainsi, il existe deux types différents de porteurs de charges qui participent au transport de courant électrique. 

Dans un métal, les électrons remplissent les états électroniques de plus faible énergie jusqu'au niveau de Fermi. Les électrons responsables du courant électrique étant ceux dont l'énergie est la plus élevée (niveau de Fermi) il est intéressant de comparer le nombre d'électrons dans l'état "up" au nombre d'électrons dans l'état "down", au niveau de Fermi. Afin de rendre compte de l'asymétrie de la densité d'états, un taux de polarisation en spin des électrons est défini et égal à:

avec {\displaystyle {\mathcal {D}}_{\sigma }(E_{\mathrm {F} })} densité d'états (nombre d'états disponibles par unité de volume) au niveau de Fermi pour la direction de spin {\displaystyle \sigma } ({\displaystyle \sigma =\uparrow } ou {\displaystyle \sigma =\downarrow } ) 

De plus, il est possible d'exprimer la résistance électrique en fonction de la densité d'états : 
où les indices 1,2 sont utilisés afin de différencier les deux matériaux ferromagnétique.
Il est important de noter que la résistance dans le cas où la magnétisation des matériaux est antiparallèle est supérieure à la résistance dans le cas de matériaux parallèles.
Il est maintenant possible d'écrire l'écart relatif de résistance en fonction de la polarisation du spin de chaque couche ferromagnétique, P1 et P2:
Si aucune tension n'est appliquée à la jonction, les électrons traversent la jonction dans un sens comme dans l'autre avec la même probabilité. Avec une tension U, les électrons vont préférentiellement aller vers la cathode. En faisant l'hypothèse que le spin est conservé pendant le franchissement de la jonction, le courant peut être décrit par une somme de deux courants. L'un représente le courant de spin "up" et le deuxième celui de spin "down". Ces courants varient alors en fonction de l'état magnétique de chaque matériau ferromagnétique.
Il y a deux possibilités pour obtenir un état antiparallèle. Premièrement, on peut utiliser des matériaux ferromagnétiques avec différentes coercivité (en utilisant des matériaux différents ou en jouant sur l'épaisseur de chaque couche). La deuxième possibilité, consiste à associer l'un des matériaux ferromagnétiques à un matériau antiferromagnétique. Dans ce cas, la magnétisation dans la couche non couplée est "libre".
Évidemment, la TMR devient infini dans le cas où P1 et P2 sont égaux à 1, c'est-à-dire si chaque électrode a une polarisation de 100 %. Dans ce cas, la jonction tunnel devient un interrupteur qui passe magnétiquement d'une résistance infinie à une faible résistance. Les matériaux qui vérifient cette propriété sont appelés des semimétaux. Leur effet conductif est totalement dépendant de leur polarisation de spin: ils sont conducteurs pour une certaine orientation de spin et agissent comme des isolants ou des semi-conducteurs pour l'orientation opposée.
La TMR décroît lorsqu'on augmente la température ou qu'on augmente la tension. Cela s'explique par les magnons et leurs interactions.

## Filtrage en symétrie dans une jonction tunnel
Avant l’introduction de l’oxyde de magnésium épitaxial, l’oxyde d’aluminium amorphe était utilisé comme barrière de potentiel dans la MTJ, et à température ambiante la valeur de la TMR était de l’ordre de la dizaine de pourcents. Les barrières en MgO ont permis d’augmenter la TMR jusqu’à 100%. Cette grande augmentation reflète une combinaison plus synergétique des électrodes et de la barrière, ce qui à son tour reflète l’obtention de jonctions électroniquement parlant, plus structurellement ordonnées. En effet, MgO permet de filtrer la transmission des électrons par effet tunnel suivant une certaine symétrie (système cristallin cubique du cristal isolant) : suivant la symétrie de la fonction d’onde incidente, celle-ci sera plus ou moins transmise lors du passage à travers la jonction. Par exemple, un état incident avec une certaine symétrie privilégiée Δ s’accordant avec celle du cristal isolant sera transmise avec une probabilité plus grande que les autres. Pour transformer un filtre de symétrie en un filtre de spin, on trouve des matériaux pour les électrodes qui sont compatibles avec l'isolant MgO : ils ont, pour un des canaux de spin seulement, des états de propagation majoritaires pour la symétrie Δ à l’énergie de Fermi. Ainsi, dans la configuration parallèle de l’électrode de la MTJ, les électrons possédant cette symétrie dominent le courant de jonction. Au contraire, dans la configuration anti-parallèle de la MTJ, cette voix est bloquée et ce sont les électrons possédant la deuxième symétrie la plus favorable qui peuvent être transmis et qui dominent le courant de jonction. Cela a pour conséquence une importante magnétorésistance à effet tunnel, puisque la barrière de potentiel est plus élevée.

## Transfert de spin dans une jonction tunnel magnétique (MTJs)
On considère une jonction magnétique à effet tunnel ou MTJ. La première électrode métallique sert de polariseur de spin, à magnétisation fixe. On dit que la couche est piégée. La deuxième électrode a une magnétisation libre et la barrière est prise en sandwich entre les deux. À l'application d'un courant, celui-ci va se polariser en spin au passage dans la première électrode et, en arrivant sur la deuxième, va créer une force modélisable sous la forme d'un vecteur (torque), faisant tourner le spin des électrons de celle-ci. Cette technique est par la suite appliquée aux dispositifs à MRAM.

Le vecteur correspondant à la force de rotation peut être modélisé à partir de la valeur de l’opérateur torque :
où {\displaystyle {\hat {\rho }}_{\mathrm {neq} }} est la matrice densité de l’invariant de gauge pour le régime permanent, à la température de 0 absolu, en régime linéaire et l’opérateur torque {\displaystyle {\hat {\mathbf {T} }}} est obtenu à partir de l’opérateur dérivée temporelle de spin :
En utilisant la forme générale de l’hamiltonien 1D :
où la magnétisation totale est suivant le vecteur unitaire {\displaystyle \mathbf {m} } et les propriétés de la matrice de Pauli incluant les vecteurs classiques {\displaystyle \mathbf {p} ,\mathbf {q} }, données par:

{\displaystyle ({\boldsymbol {\sigma }}\cdot \mathbf {p} )({\boldsymbol {\sigma }}\cdot \mathbf {q} )=\mathbf {p} \cdot \mathbf {q} +i(\mathbf {p} \times \mathbf {q} )\cdot {\boldsymbol {\sigma }}}

{\displaystyle ({\boldsymbol {\sigma }}\cdot \mathbf {p} ){\boldsymbol {\sigma }}=\mathbf {p} +i{\boldsymbol {\sigma }}\times \mathbf {p} }

{\displaystyle {\boldsymbol {\sigma }}({\boldsymbol {\sigma }}\cdot \mathbf {q} )=\mathbf {q} +i\mathbf {q} \times {\boldsymbol {\sigma }}}

C’est alors possible d’obtenir une expression analytique pour {\displaystyle {\hat {\mathbf {T} }}} (qui peut être exprimé en forme compacte utilisant {\displaystyle \Delta ,\mathbf {m} }, et le vecteur de la matrice de spin de Pauli {\displaystyle {\boldsymbol {\sigma }}=(\sigma _{x},\sigma _{y},\sigma _{z})}).

Le vecteur STT a dans la MTJ deux composantes : 

une composante parallèle: {\displaystyle T_{\parallel }={\sqrt {T_{x}^{2}+T_{z}^{2}}}}

et une composante perpendiculaire: {\displaystyle T_{\perp }=T_{y}}
Dans des jonctions symétriques (où la jonction est composée d’électrodes de même géométrie), le vecteur STT a seulement une composante active, comme la composante perpendiculaire disparaît :
{\displaystyle T_{\perp }\equiv 0} 

C’est pourquoi, on a seulement besoin de tracer {\displaystyle T_{\parallel }} en fonction de {\displaystyle \theta } au niveau de l’électrode de droite pour caractériser l’effet tunnel dans les jonctions à effet tunnel et les rendre intéressantes d'utilisation pour la production de masse et la caractérisation industrielle.